# L'Adolescente
Pour les articles homonymes, voir Adolescent (homonymie).
Pour plus de détails, voir Fiche technique et Distribution.
L'Adolescente est un film franco-allemand réalisé par Jeanne Moreau, sorti en 1979.

## Synopsis
En ce jour du 14 juillet 1939, Jean (Jacques Weber), un boucher qui travaille à Paris, se prépare à partir en vacances avec sa famille dans un village de son Auvergne natale, retrouver « Mamie » (Simone Signoret), sa mère qui vit seule à la campagne depuis son veuvage. Il amène sa jeune épouse Eva (Edith Clever) et sa fille Marie (Laetitia Chauveau) qui vient d'avoir douze ans. Très complice avec sa grand-mère paternelle, Marie retrouve ses camarades de jeux de province et parcourt sans relâche la campagne avec son vélo. Un jour, sa bicyclette heurte brutalement la voiture du jeune et séduisant Alexandre (Francis Huster), le nouveau médecin de campagne dont elle tombe vite amoureuse.
Pendant que Jean quitte la maison pour aider ses cousins à faire les moissons, Marie sympathise de plus en plus avec Alexandre. Elle découvre aussi que son corps change, elle a ses premières règles et sa poitrine grandit. Lors d'une escapade en pleine nuit, elle s'introduit dans la maison d'Alexandre et tente de s'offrir à lui, mais ce dernier la repousse. Marie découvre alors qu'Alexandre lui préfère sa propre mère Eva et que les deux adultes profitent de l'absence de Jean pour entretenir une liaison amoureuse. Mamie essaie de consoler Marie en lui conseillant de rester très discrète sur cette affaire. Cependant, l'adolescente voudrait que l'amour entre ses parents puisse renaître. Elle décide alors de demander à Augusta (Hélène Vallier), la « sorcière » du village de lui préparer un philtre qu'elle fait boire à Jean et Eva pour qu'ils s'aiment à nouveau. Au cours d'un bal nocturne, Alexandre veut danser avec Eva mais, ivre de jalousie, Jean s'interpose entre eux quelques minutes après et frappe violemment le jeune homme, entraînant une bagarre générale.
Peu de temps après ces événements, la Seconde Guerre mondiale éclate et la famille doit repartir en urgence à Paris, Marie et ses parents font alors leurs adieux à Mamie.

## Fiche technique
- Titre : L'Adolescente
- Réalisation : Jeanne Moreau, assisté de Rémy Duchemin, Jean Léon et John Lvoff
- Scénario : Henriette Jelinek et Jeanne Moreau
- Photographie : Pierre Gautard
- Musique : Philippe Sarde
- Son : Dominique Dalmasso et Jacques Maumont
- Décors : Noëlle Galland
- Montage : Albert Jurgenson et Colette Leloup
- Pays d'origine :  France /  Allemagne de l'Ouest
- Format : 1 x 1,65 (couleurs)
- Genre : Drame
- Durée : 90 minutes
- Dates de sortie : 
  -  France : 24 janvier 1979
- Affiche : René Ferracci (France)

## Distribution
- Simone Signoret : Mamie
- Edith Clever : Eva, la mère de Marie
- Francis Huster : Alexandre, le jeune médecin
- Jacques Weber : Jean, le père de Marie
- Jean-François Balmer : André, le menuisier
- Hugues Quester : Fred, le fils du forgeron
- Laetitia Chauveau : Marie
- Roger Blin : Romain, le forgeron
- François Muth : François, "L'innocent"
- Maurice Baquet : Jules, le cantonnier
- Nadine Basile : Rose, la femme de Jules
- Françoise Bette : Violette, la servante de Mamie
- Michel Blanc : M. Bertin
- Bérangère Bonvoisin : Thérèse, la fille du maire
- Juliette Brac : Mélanie, la femme de Romain
- Janine Darcey : Victoire
- Pierre Forget : Maurice, le domestique d'Augusta
- Suzel Goffre : Mlle Marguerite
- Michel Lesnoff : Armand, le fils d'Augusta
- Élisabeth Margoni : Mlle Gaby
- Charles Millot : André, le maire
- Jacques Rispal : M. Jardin
- Isabelle Sadoyan : Louise, la femme du maire
- Hélène Vallier : Augusta, la sorcière
- Anne Bernier : L'enfant Suzon
- Eric-Alexandre Vigroux : L'enfant Jeannot
- Éric Revel : L'enfant Jacquot
- Marjorie Routaboul : L'enfant Charlotte
- Jean Berger : Le speaker de la radio (voix)
- Aure Atika : Une petite fille (non créditée)

Photos des principaux interprètes.
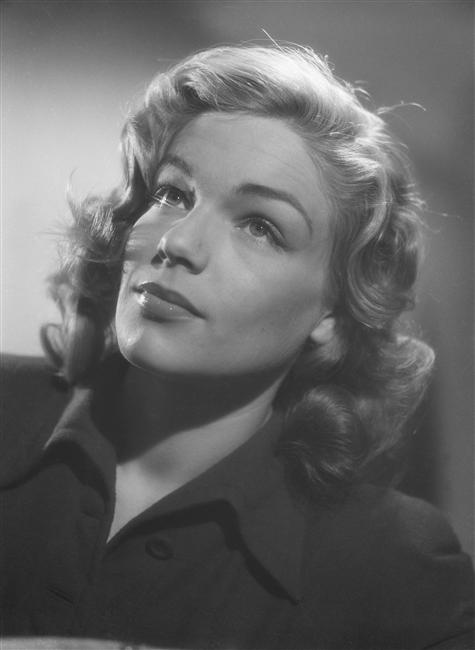
Simone Signoret en 1947.
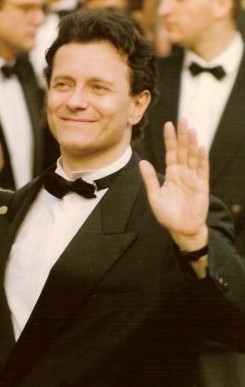
Francis Huster en 1992.
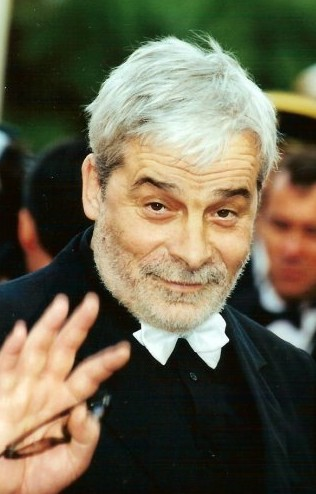
Jacques Weber en 1999.
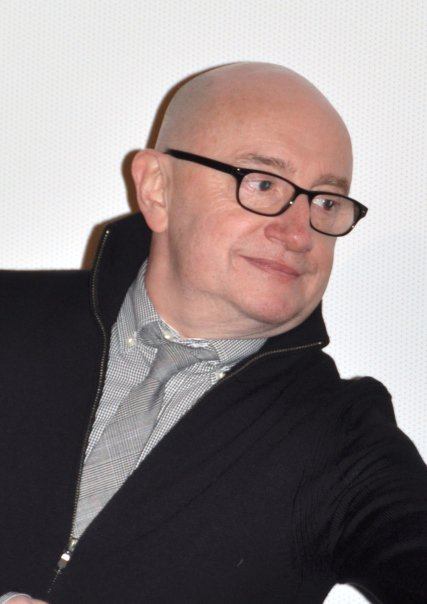
Michel Blanc en 2009.

## Production

### Genèse
Après son mariage avec le réalisateur William Friedkin (célébré le 8 février 1977 à Paris), Jeanne Moreau vit à Los Angeles dans le quartier de Bel Air à Beverly Hills. Cependant, la réalisatrice se languit de son pays natal et notamment de son réseau amical et professionnel. Elle profite tout de même de cet éloignement pour entamer, avec l'écrivaine Henriette Jelinek, la co-écriture du scénario et des dialogues de son second long-métrage.
Jeanne Moreau avait d'abord pensé à des titres comme La Mise à mort, Douce France ou Adolescence, mais c'est finalement L'adolescente qui fut choisi. La réalisatrice désirait évoquer « le passage périlleux de l'enfance à la féminité, le moment où la conscience s'éveille, où le langage des adultes devient clair au lieu de paraître codé ».
Pour écrire L'Adolescente, la réalisatrice s'est inspirée de sa propre histoire. En effet, elle avait quasiment le même âge que son héroïne dans l'immédiat avant-guerre et avait connu dans son enfance une parente éloignée qui tenait une auberge dans le village de Saint-Maurice-près-Pionsat, et qu'elle avait coutume d'appeler « mémé » ; c'est cette dernière qui servira de modèle au personnage de grand-mère incarné à l'écran par Simone Signoret. Cette figure de femme forte et douce à la fois symbolisait pour Jeanne Moreau : « la vertu du travail, la force de la nature et les mystères de la vie profonde ».

### Tournage
Le tournage a eu lieu du 16 août au 26 septembre 1978 dans l'Aveyron à Castelnau-de-Mandailles, Saint-Chély-d'Aubrac et Espalion.
L'histoire était censée se dérouler en Auvergne (région de naissance de Anatole-Désiré Moreau, le père de la réalisatrice) mais Jeanne Moreau a préféré choisir l'Aveyron et plus particulièrement le Rouergue, notamment pour la qualité de son silence et ses décors naturels.

« J’ai longtemps cherché le lieu de tournage idéal, celui d’un pays que la vie moderne n’aurait pas trop abîmé, où les légendes restaient encore présentes, où l’on pouvait, tout à fait normalement, parler de sorcière, d’eau lustrale et de philtre d’amour. Sur les conseils d’une amie quelque peu médium, je m’en allai explorer l’Aubrac et découvris le petit village de Mandailles. […] Un décor naturel rare, paisible, avec des gens authentiques, encore pénétrés du passé, et où j’ai pu, sans problème, faire intervenir le mystère, l’irrationnel. »

— Jeanne Moreau, propos recueillis par René Quinson.

Lieux de tournage
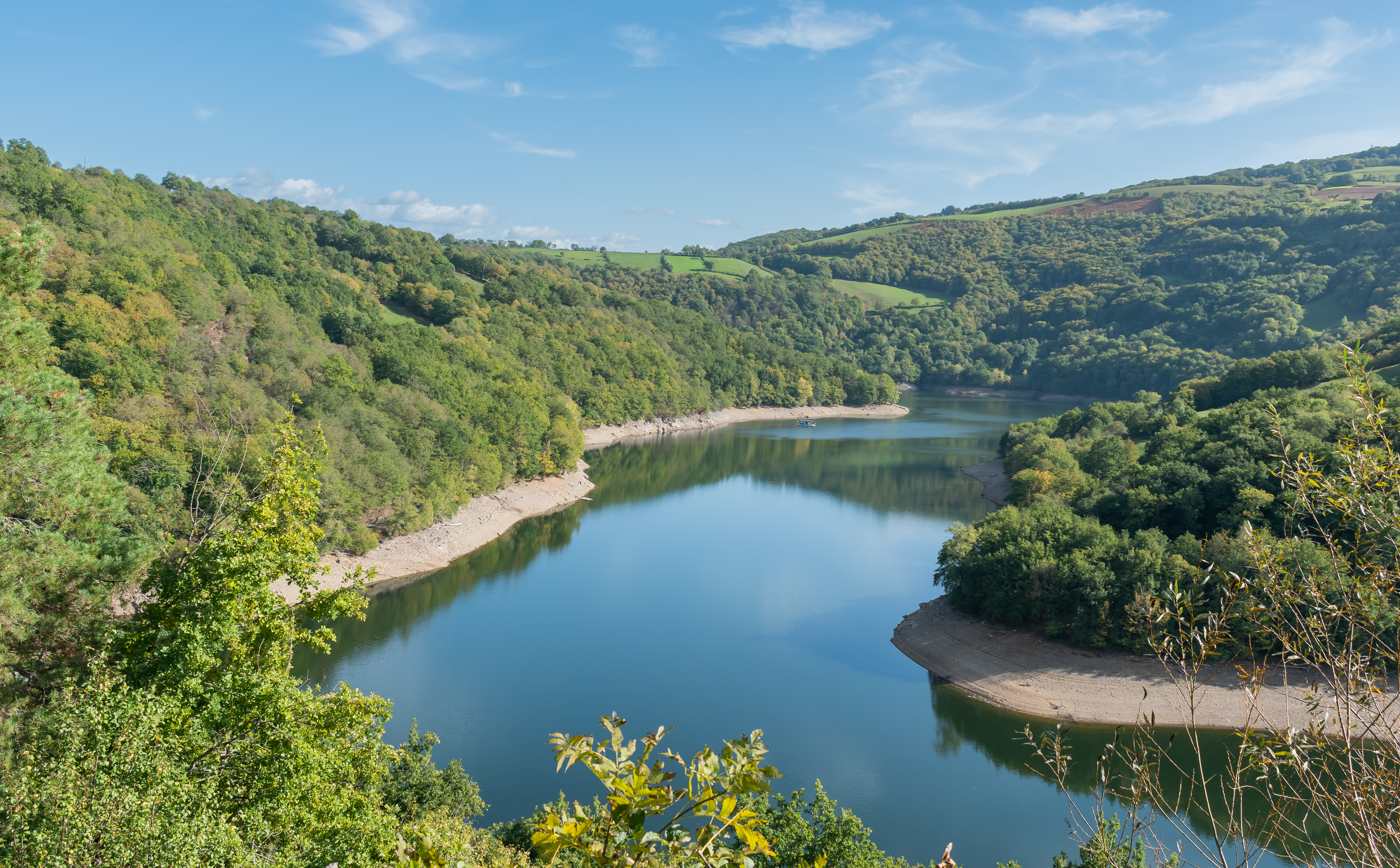
Rives du Lot près de Mandailles (première journée de vacances).
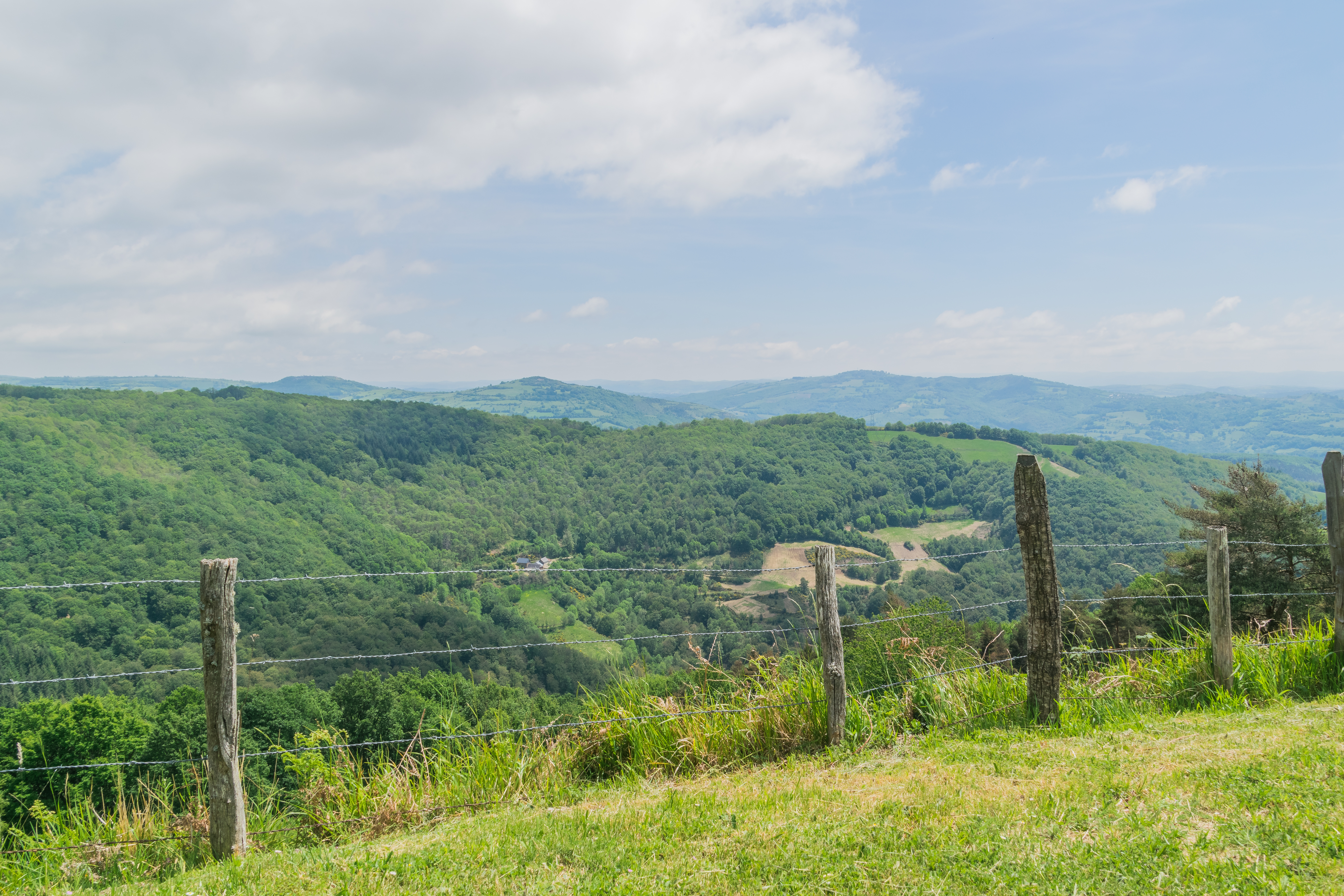
Vallée près de Saint-Chély-d'Aubrac (scènes champêtres).
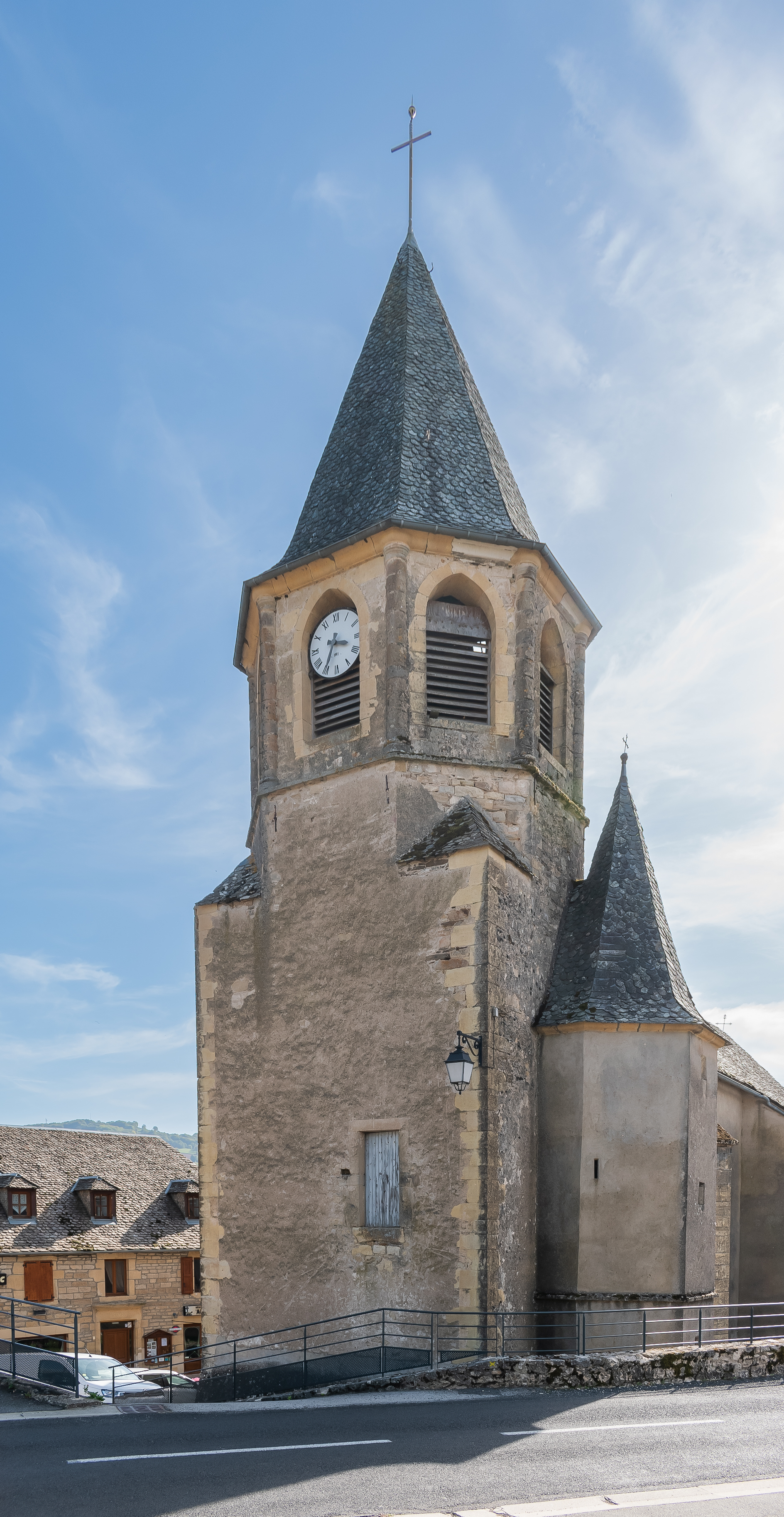
Église St-Pierre (vue du clocher).
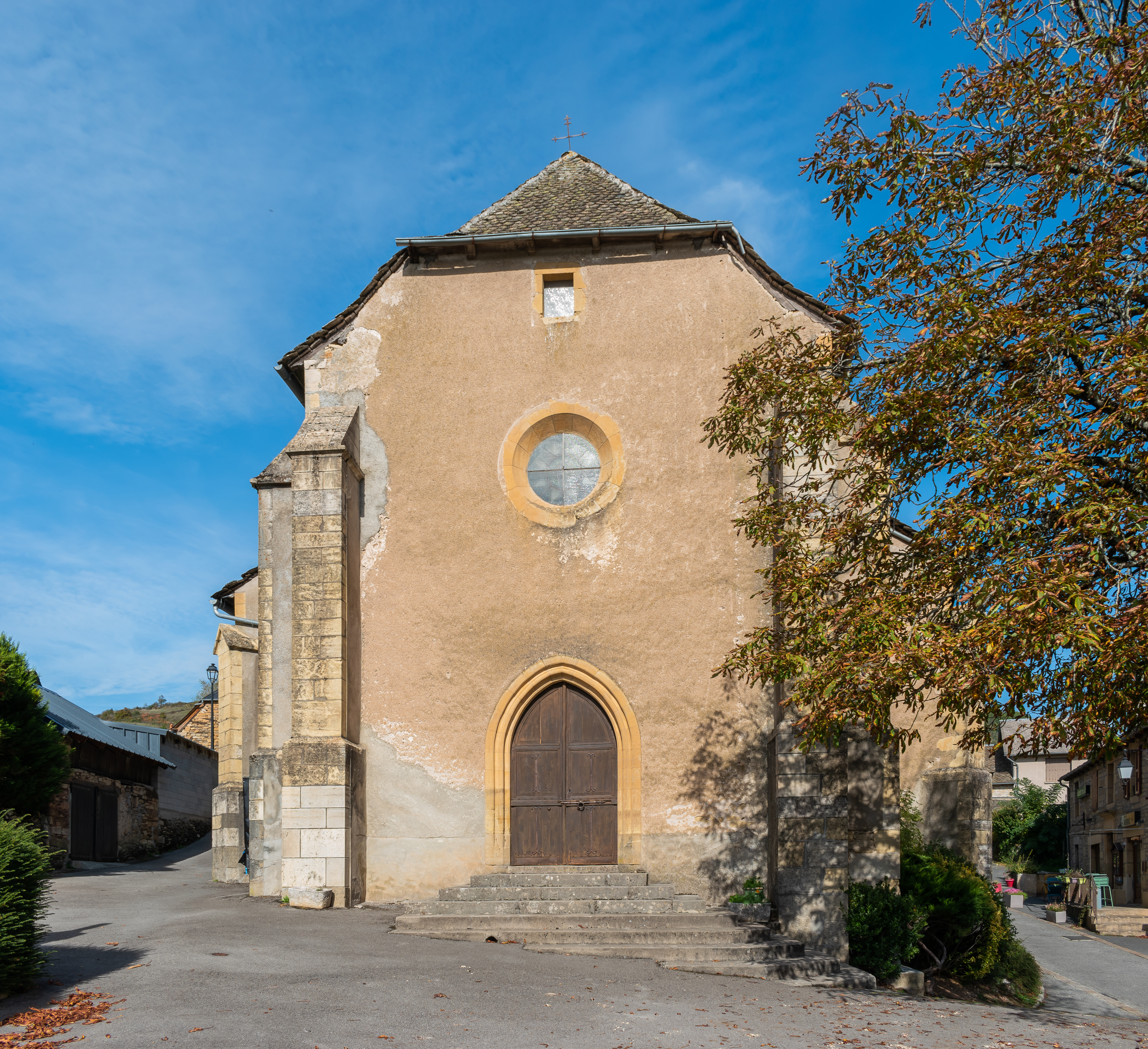
Façade de l'église Saint-Pierre de Mandailles  (scène de la déclaration de guerre).

### Bande originale

#### Musique du film

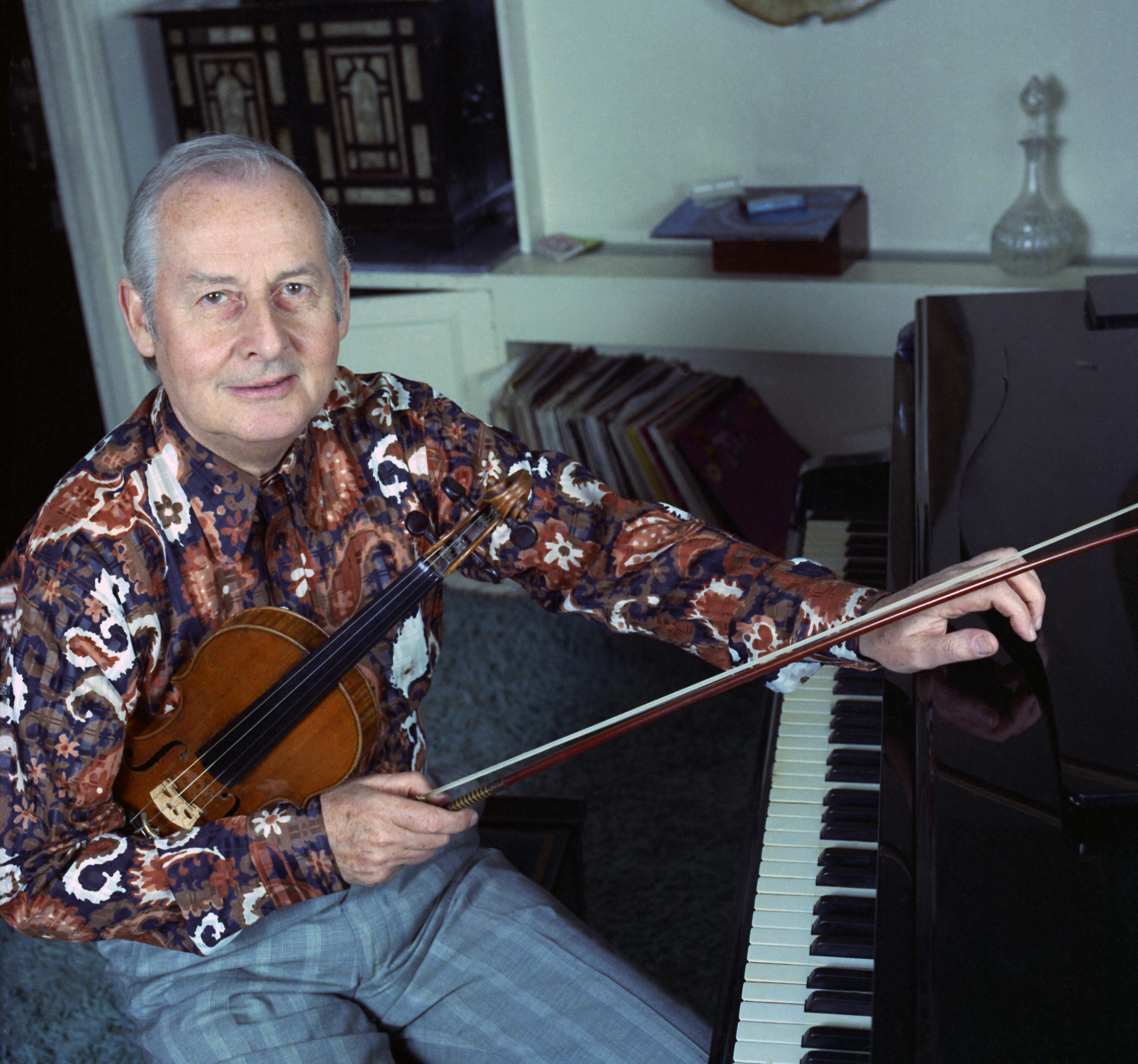
Le timbre du violoniste Stéphane Grappelli illumine la bande originale de L'Adolescente.

Après avoir collaboré avec le bandonéoniste Astor Piazzolla pour son premier long-métrage Lumière, Jeanne Moreau décide de faire appel au compositeur Philippe Sarde qui avait composé quelques années auparavant la bande originale du film La Race des seigneurs (dans lequel la comédienne interprétait la veuve d'un homme politique et donnait la réplique à Alain Delon). Ce dernier film comportait une musique de style rétro évoquant les années 1940 et faisait intervenir plusieurs grands solistes de jazz dont le mythique violoniste Stéphane Grappelli, accompagné d'Aimé Barelli et de Maurice Vander. Grande admiratrice de Grappelli, Jeanne Moreau a accepté l'idée qu'il soit le principal soliste de la bande originale de L'Adolescente où il est également accompagné de l'accordéoniste Marcel Azzola.
Pour L'Adolescente, Philippe Sarde a imaginé une partition symphonique très ample et colorée, arrangée par Hubert Rostaing, orchestrée et dirigée par Carlo Savina, ; et dans laquelle Stéphane Grappelli a pu déployer son jeu plein de lyrisme profondément « nourri dès sa plus tendre enfance par la musique de Ravel et Debussy ». À l'exception d'une musique temporaire à l'accordéon écrite au cours du tournage et diffusée sur le plateau,, la bande originale de L'Adolescente a été composée après le visionnage du film. Concernant sa relation avec Jeanne Moreau, Philippe Sarde se souvient d'une « collaboration très sympathique et très fructueuse sur le plan artistique. ». En outre, il insiste sur le fait que la réalisatrice « se comportait […] comme un metteur en scène qui n'est pas en même temps un acteur » et qu'elle était très professionnelle avec lui, en « sachant exactement ce qu'elle voulait, avec un échange d'idées ».
La bande originale a fait l'objet d'une publication en 33 tours chez Pathé en 1979. Elle contient la chanson titre (interprétée par Jeanne Moreau et Yves Duteil) qui a été rééditée depuis sur plusieurs compilations d'Yves Duteil comme Entre elles et moi parue chez Columbia en 1994 ou plus récemment sur l'anthologie Succès Et Confidences de Jeanne Moreau, publiée par les Productions Jacques Canetti en 2005. La partie instrumentale, quant à elle, n'a fait l'objet d'aucune réédition intégrale à ce jour, sauf sous une forme détournée à travers sa réutilisation partielle sur le CD de la bande originale du film Les Égarés d'André Téchiné,. À noter toutefois qu'une courte piste nommée L'adolescente (suite) figure sur le 2e disque du coffret 6 CD intitulé Anthologie de Musiques de Film - 50 Ans de Cinéma, exclusivement consacré à l'œuvre filmique de Philippe Sarde.
| Liste des morceaux de l'album Pathé de 1979 | Liste des morceaux de l'album Pathé de 1979 | Liste des morceaux de l'album Pathé de 1979 | Liste des morceaux de l'album Pathé de 1979 | Liste des morceaux de l'album Pathé de 1979 | Liste des morceaux de l'album Pathé de 1979 | Liste des morceaux de l'album Pathé de 1979 | Liste des morceaux de l'album Pathé de 1979 | Liste des morceaux de l'album Pathé de 1979 | Liste des morceaux de l'album Pathé de 1979 |
| No                                          | Titre                                       | Interprète(s)                               | Durée                                       |                                             |                                             |                                             |                                             |                                             |                                             |
| ------------------------------------------- | ------------------------------------------- | ------------------------------------------- | ------------------------------------------- | ------------------------------------------- | ------------------------------------------- | ------------------------------------------- | ------------------------------------------- | ------------------------------------------- | ------------------------------------------- |
| 1.                                          | L'Adolescente                               | Jeanne Moreau, Yves Duteil                  | 2:59                                        |                                             |                                             |                                             |                                             |                                             |                                             |
| 2.                                          | Voyage Imaginaire                           |                                             | 2:32                                        |                                             |                                             |                                             |                                             |                                             |                                             |
| 3.                                          | La Rencontre                                |                                             | 1:19                                        |                                             |                                             |                                             |                                             |                                             |                                             |
| 4.                                          | La Jalousie                                 |                                             | 2:08                                        |                                             |                                             |                                             |                                             |                                             |                                             |
| 5.                                          | La Découverte                               |                                             | 1:16                                        |                                             |                                             |                                             |                                             |                                             |                                             |
| 6.                                          | Grand Départ                                |                                             | 1:56                                        |                                             |                                             |                                             |                                             |                                             |                                             |
| 7.                                          | Valse du 14 Juillet                         |                                             | 1:31                                        |                                             |                                             |                                             |                                             |                                             |                                             |
| 8.                                          | Les Vacances                                |                                             | 2:46                                        |                                             |                                             |                                             |                                             |                                             |                                             |
| 9.                                          | L'Amour                                     |                                             | 2:10                                        |                                             |                                             |                                             |                                             |                                             |                                             |
| 10.                                         | La Sorcière                                 |                                             | 1:18                                        |                                             |                                             |                                             |                                             |                                             |                                             |
| 11.                                         | Retour au Pays                              |                                             | 3:30                                        |                                             |                                             |                                             |                                             |                                             |                                             |
| 23:25                                       |                                             |                                             |                                             |                                             |                                             |                                             |                                             |                                             |                                             |

#### Chanson originale
Jeanne Moreau a écrit les paroles d'une chanson basée sur le thème principal, qu'elle enregistre en duo avec Yves Duteil sur la face A d'un 45 tours qui paraît en janvier 1979. Composée par Philippe Sarde et orchestrée par Jean Musy, cette chanson mélancolique et son piano désaccordé a fait dire à Yves Duteil qu'elle « fut un moment de grâce, un partage artistique fabuleux et inoubliable ».

## Accueil
Sorti dans les salles le 24 janvier 1979, et malgré une affiche mettant en avant plusieurs comédiens assez populaires, L'adolescente ne se classe qu'au 69e rang du box office des films projetés en France en 1979, atteignant un total de 437 875 entrées. Cependant, ce second film de Jeanne Moreau a attiré quatre fois plus de spectateurs que Lumière (1976), son précédent long-métrage qui n'avait pas dépassé les 101 153 entrées en France.
L'Adolescente a reçu un accueil critique assez mitigé. Mireille Amiel déplore une mise en scène trop appliquée et scolaire, tandis que Josiane Delacour lui reproche son aspect excessivement soigné à la façon d'un « bel ouvrage de dame ». D'autres, comme René Prédal, trouvent que le film (comme le long-métrage précédent de la réalisatrice) n'échappe pas à une certaine mièvrerie.
Plus nuancé, le journaliste Jean de Baroncelli, même s'il note lui-aussi que dans certaines séquences, « la réalisatrice glisse dans le chromo sentimental et frôle la mièvrerie », reconnaît tout de même qu'« il y a des scènes très belles dans L'Adolescente, des scènes qui décrivent avec une rare justesse de ton les émois et les incertitudes de Marie, les ronces auxquelles elle s'accroche en chemin, les échardes qui la blessent ». Selon lui, « L'Adolescente est un film aquarelle aux couleurs du passé. C'est par sa délicatesse, ses frémissements qu'il nous touche. Par la fluidité musicale de sa mise en scène. Et par le talent de ses interprètes : la jeune Laetitia Chauveau, […] ; Simone Signoret, grand-mère de rêve, chaleureuse et lucide ; Francis Huster, enfin, dont on ne finit pas d'écrire qu'il est un des meilleurs comédiens de sa génération. »

## Analyse
Selon le biographe Jean-Claude Moireau, L'Adolescente mêle le récit initiatique (la jeune Marie voit son corps transformé par la puberté) à la description d'un mode de vie ancestral encore empreint de magie (la sorcière du village qui élabore des philtres d'amour, et la grand-mère qui récolte l'eau de lune sur des draps avec l'aide de sa petite-fille lors d'un rite nocturne). Pour cet auteur, autant Lumière, le premier long-métrage de Jeanne Moreau, pouvait « apparaître solaire et masculin », autant ce second film lui semble « plus lunaire et féminin ».
Le biographe souligne également la proximité de L'Adolescente avec l'esthétique impressionniste du cinéaste Jean Renoir voire même de son père Auguste. Les prises de vues et les mouvements d'appareil (« tantôt fluides, tantôt retenus, hésitants comme pour sonder les mystères du délicat passage d'un âge à un autre ») participent au parti-pris artistique choisi par la réalisatrice.
Toujours selon Jean-Claude Moireau, la séquence du bal nocturne rappelle que « chaque instant est unique […] et que le temps, dont la marche irréversible donne au film une coloration proustienne, est un acteur prodigieux ».